# Szojka Gyula
Szojka Gyula János (Dobsina, 1857. február 5. – Debrecen, 1918. január 5.) kereskedelmi akadémiai tanár.

## Élete
Egy régi luteránus polgári családban született. Szülei Szojka Sámuel és Fischer Emilia voltak. Több gimnáziumot látogatott, a budapesti és bécsi egyetemen egy évig jogot, három évig bölcseleti előadásokat hallgatott. Tanári működését a Röser-féle iskolában kezdte, 1882-től a debreceni kereskedelmi akadémiában tanított kereskedelmi ismereteket, levelezést és francia nyelvet. A dalegyesület vezető elnöke volt.

## Művei
- A természet a néphitben, tekintettel a dobsinai babonákra és népmondákra. Debrecen, 1884.
- Fra Luca Paciolo és műve a könyvvitelről. Adalékok a könyvviteli irodalmának 400 éves történetéhez. Debrecen, 1894.

### Felolvasásai
- Az ördög történetéből (1886),
- A kereskedő társadalmi helyzete a multban (1885.).

Szerkesztette a debreceni kereskedelmi akadémia Emlékkönyvét a nemzet ezredévi ünnepére, 27 melléklettel. Debreczen, 1896.